# Modeste Iline
Pour les articles homonymes, voir Iline.
Modeste Mikhaïlovitch Iline (Моде́ст Миха́йлович Ильи́н, né le 17 octobre 1889 à Góra Kalwaria et mort le 9 mai 1967) est un botaniste soviétique.

## Biographie
Modeste Iline naît dans le gouvernement de Varsovie, puis sa famille déménage à Krasnoïarsk où il est scolarisé. Sous l'influence du directeur du musée de Krasnoïarsk, Arkady Tougarinov, il se passionne pour les sciences naturelles, en particulier pour la botanique. En 1909, il entre à la faculté de médecine de l'université de Tomsk où il suit les cours du fameux botaniste Vassili Sapojnikov. En 1912, le jeune Iline déménage à Saint-Pétersbourg pour s'inscrire au département de sciences naturelles de la faculté de physique et de mathématiques de l'université impériale de Saint-Pétersbourg. Il travaille comme assistant du professeur Komarov et de Boris Fedtchenko à l'herbier de l'université. Il termine l'université en 1916 et devient conservateur à l'herbier.
Plus tard, il enseigne pendant de longues années à l'université de Léningrad (nouveau nom de Saint-Pétersbourg) sans cesser ses recherches. Il est l'auteur de nombreux articles sur un grand nombre de genres et d'espèces de plantes pour l'immense encyclopédie La Flore de l'URSS. En 1935, il reçoit le titre de docteur ès sciences biologiques, sans avoir même présenté de thèse.
Il écrit un grand nombre de travaux et de monographies sur la flore d'Asie centrale, décrivant aussi de nouvelles espèces.
Inhumé au cimetière nord de Saint-Pétersbourg.

## Quelques œuvres
- Vvedensky MP, Thellung A, Kultiassov M, Iljin M. 1928. Schedae ad herbarium florae Asiae Mediae ab Universitate Asiae Mediae editmn. Fasc. XIV-XX. [Ada Univ Asiae Mediae [Tashkent] Ser Viii B Bot] Fasc 3, 1-120

- Ilyin M. Cem. 1936. LIII. Mareva - Chenopodiaceae Less. Flore de l'URSS 30 / Ch. Éd. Acad. VL Komarov; Éd. BK Shishkin. - M.-L. Ed. Académie Russe des Sciences VI: 2-354. - 956 a + XXXVI. - 5.200 ex.

- Ilyin M. Cem. C. 1946. Malvaceae - Malvaceae Juss. Flore de l'URSS 30, Komarov; Éd. BK Shishkin et EG Bobrov. - M.-L Ed. Académie Russe des Sciences XV: 23-184. 742 fasc. - 4.000 ex.

- Ilyin M. 1953. Caoutchouc et plantes de caoutchouc de l'URSS. 2. Moscou-Léningrad, pp. 9-104

- Ilyin M. 1962. Flore de l'URSS. 30. Komarov; Éd. BK Shishkin et EG Bobrov. - M.-L Ed. Académie des sciences de l'URSS XXVII: 538-713 653 fasc.

## Hommages

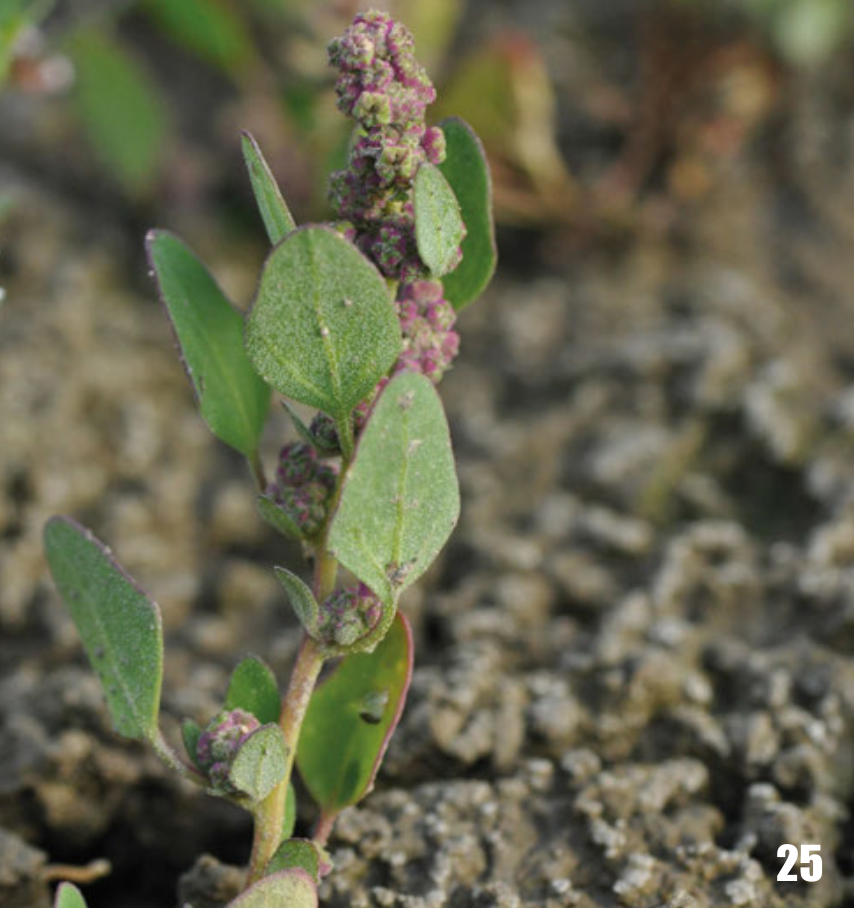
Chenopodium iljinii au Tajikistan.

Plusieurs espèces ont été nommées en hommage à Modeste Iline :
Genres
- (Asteraceae) Modestia Kharadze & Tamamsch.[2]

- (Chenopodiaceae) Iljinia Korovin & Korovin[3]

Espèces (registres27 + 2 + 2 + 3)
- (Asteraceae) Centaurea iljiniana N.B.Illar.[4]

- (Asteraceae) Chondrilla iljinii Igolkin & Zaprjag.[5]

- (Asteraceae) Serratula modestii Boriss.[6]

- (Caryophyllaceae) Silene modesti Sennen & Mauricio[7]

- (Cyperaceae) Carex modesti M.Escudero, Martín-Bravo & Jim.Mejías[8][epublished]

- (Lamiaceae) Thymus iljinii Klokov & Des.-Shost.[9]